# Kaoutchouloum
Kaoutchouloum (auch: Kao Tchiloum, Kaoutchilim, Kaoutchiloum) ist ein Dorf in der Landgemeinde Kellé in Niger.

## Geographie
Das von einem traditionellen Ortsvorsteher (chef traditionnel) geleitete Dorf liegt am südöstlichen Rand des Gebirges Koutous. Es befindet sich rund zehn Kilometer nordöstlich des Hauptorts Kellé der gleichnamigen Landgemeinde, die zum Departement Gouré in der Region Zinder gehört. Zu den Siedlungen in der näheren Umgebung von Kaoutchouloum zählen Gadaboubi im Nordosten und Bariki im Süden.
Kaoutchouloum ist Teil der Übergangszone zwischen Sahara und Sahel. Die durchschnittliche jährliche Niederschlagsmenge beträgt hier zwischen 200 und 300 mm. Beim Dorf erstreckt sich das 395 Hektar große Waldschutzgebiet Forêt classée de Kaoutchouloum. Die Unterschutzstellung des Kautschukbaum-Hains erfolgte am 15. Juli 1976. Der Wald ist in einem mittelmäßigen Zustand und weist zum Teil keine baumbestandenen Flächen mehr auf.

## Geschichte
Das Dorf Kaoutchouloum bestand bereits im 19. Jahrhundert. Von hier aus wurde das Nachbardorf Gadaboubi gegründet.

## Bevölkerung
Bei der Volkszählung 2012 hatte Kaoutchouloum 1245 Einwohner, die in 229 Haushalten lebten. Bei der Volkszählung 2001 betrug die Einwohnerzahl 1068 in 220 Haushalten und bei der Volkszählung 1988 belief sich die Einwohnerzahl auf 429 in 87 Haushalten.
Die Bevölkerungsdichte in diesem Gebiet ist gering und liegt bei unter 10 Einwohnern je Quadratkilometer.

## Wirtschaft und Infrastruktur
Kaoutchouloum liegt in einem Gebiet der Naturweidewirtschaft, wobei vor allem die Rinder- und Schafzucht wirtschaftlich bedeutend sind. Im Dorf wird ein Wochenmarkt abgehalten. Der Markttag ist Sonntag. Hier pflegen Bauern der Kanuri-Untergruppe Dagara und Karawanenhändler der Tubu miteinander Kontakte. Eine Getreidebank wurde in den 1980er Jahren etabliert.
Es gibt eine Schule im Dorf. Das nigrische Unterrichtsministerium richtete 1996 gemeinsam mit dem Welternährungsprogramm der Vereinten Nationen zahlreiche Schulkantinen in von Ernährungsunsicherheit betroffenen Zonen ein, darunter eine für Kinder transhumanter Hirten in Kaoutchouloum.
Durch das Dorf führt die 125 Kilometer lange Route 731 zwischen dem Hauptort Kellé und Tesker. Es handelt sich um eine einfache Piste.

## Persönlichkeiten
- Mamadou Dagra (* 1953), Rechtswissenschaftler und Politiker